# Helan och Halvan som affärsmän i stor stil
Helan och Halvan som affärsmän i stor stil (engelska: Towed In A Hole) är en amerikansk komedifilm med Helan och Halvan från 1932 regisserad av George Marshall.

## Handling
Helan och Halvan är fiskhandlare och säljer fisk med framgång. Halvan kommer på idén om att de borde fånga sin egen fisk. Helan tycker det är en bra idé. De bestämmer sig för att köpa en begagnad båt som de ska fånga fisk med, men först måste de renovera båten. Det är dock ingen enkel uppgift.

## Om filmen
När filmen hade Sverigepremiär den 19 november 1934 på biografen London i Stockholm gick den under titeln Helan och Halvan som affärsmän i stor stil. Alternativa titlar till filmen är Fiskhandlarna, Fina fisken och Helan och Halvan som fiskhandlare.
Filmen finns utgiven på DVD och Blu-ray.

## Rollista
- Stan Laurel – Stan (Halvan)
- Oliver Hardy – Ollie (Helan)
- Billy Gilbert – Joe[2]